# Саид ибн Амир аль-Джумахи
Саид ибн Амир аль-Джумахи (араб. سعيد بن عامر الجمحي‎ Saʿīd ibn ʿĀmir al-Jumaḥī) — сподвижник исламского пророка Мухаммеда и правитель Хомса в Сирии во время Второго праведного халифа Умара (годы правления 634–644).

## Биография
Будучи юношей, он был среди тысяч, кто отправился в Таним на окраине Мекки по приглашению курайшитов, где стал свидетелем убийства Хубайба ибн Ади, соратника Мухаммеда, которого они захватили и чья смерть была местью за потери курайшитов в битве при Бадре. Вскоре после смерти Хубайба, Саид принял ислам, после чего он переселился в Медину и присоединился к Мухаммеду, участвуя в битве при Хайбаре и других сражениях после этого. В 632 году после смерти Мухаммеда он продолжил активную службу под началом двух его преемников, Абу Бакра и Умара , которые оба знали Саида за его честность и набожность и прислушивались к его советам. Саид умер в 642 году, на 20-м году хиджры.

## Губернатор Химса
Умар назначил его губернатором Химса в Сирии. Будучи губернатором Хомса, он предпочел жить в бедности и оставался скромным, хотя занимал высокий пост.